# Viedenka
Viedenka – potok, lewy dopływ potoku Ľupčianka na Słowacji. Cała jego zlewnia znajduje się w górnej części Doliny Lupczańskiej (Ľupčianska dolina) w Niżnych Tatrach. Wypływa na wysokości około 1480 m na północnych stokach w dolince wcinającej się między szczyty Ďurková (1750 m) i Magurka. Spływa w kierunku północnym i w osadzie Magurka na wysokości około 1040 m uchodzi do Ľupčianki.
Viedenka to bardzo krótki potok. Cała jego zlewnia znajduje się w granicach Parku Narodowego Niżne Tatry i obejmuje tereny grzbietowych hal i północne stoki Niżnych Tatr porośnięte kosodrzewiną i lasem.